# Фридрих Фердинанд фон Бајст
Гроф Фридрих Фердинанд фон Бајст (13. јануар 1809 — 24. октобар 1886) био је немачки и аустријски државник. Као противник Бизмарка, покушао је да закључи заједничку политику немачких средњих држава између Аустрије и Пруске.